# Novi Pavljani
Novi Pavljani falu Horvátországban Belovár-Bilogora megyében. Közigazgatásilag Belovár községhez tartozik.

## Fekvése
Belovár központjától légvonalban 5, közúton 6 km-re délre, a megyeszékhely szomszédságában, Brezovac és Galovac között fekszik.

## Története
Pavljani falu „Othnya” néven már a középkorban is létezett. Szent Pálnak szentelt egyházát 1334-ben említik először a zágrábi püspökséghez tartozó plébániák között „Item ecclesia sancti Pauli” alakban. A 14. századi Szent Pál templom azonos lehet azzal a templommal, mely bár többször átépítve ma is a falu közepén áll. 1501-ben említik Mátyás nevű plébánosát „Mathias plebanus sancti Pauli in Otima” néven. Mátyás plébános lehet az írója annak a ma is ismert misekönyvnek, melyet György topuszkói apát részére írtak a 15. század végén. A plébániát „Othnya Zenth Pal” néven még 1507-ben és 1517-ben is említik. A térséget 16. század végén szállta meg a török. A török megszállás teljesen megváltoztatta az itteni táj képét. A lakosság legnagyobb része az ország biztonságosabb részeire menekült, másokat rabságba hurcoltak. Ezután ez a vidék több évtizedre lakatlanná vált.
A mai falu csak a 19. század elején keletkezett. A török uralom után a 17. századtól a kihalt területre ugyan folyamatosan telepítették be a keresztény lakosságot, de előbb a szomszédos Stari Pavljani települt be. 1774-ben az első katonai felmérés térképén a mai falu helyén csak a Szent Pál templomot és egy házat látunk. A település katonai közigazgatás idején a kőrösi ezredhez tartozott. Lipszky János 1808-ban Budán kiadott repertóriumában „Pavlyani (Novi)” néven szerepel.  
Nagy Lajos 1829-ben kiadott művében a két „Pavlyani” nevű falut összesen 38 házzal, 64 horvát és 238 ortodox vallású lakossal találjuk. A település iskolája 1831-ben nyílt meg és egészen 1992-ig működött, amikor a kis tanulói létszám miatt megszüntették.
A katonai közigazgatás megszüntetése után Magyar Királyságon belül Horvátország részeként, Belovár-Kőrös vármegye Belovári járásának része volt. 1857-ben 119, 1910-ben 204 lakosa volt. Az 1910-es népszámlálás szerint lakosságának 53%-a szerb, 16%-a magyar, 12%-a szlovák, 9%-a német anyanyelvű volt. 1918-ban az új szerb-horvát-szlovén állam, majd később Jugoszlávia része lett. 1941 és 1945 között a németbarát Független Horvát Államhoz, majd a háború után a szocialista Jugoszláviához tartozott. 1991-től a független Horvátország része. 1991-ben lakosságának 54%-a horvát, 26%-a szerb, 16%-a jugoszláv nemzetiségű volt. 2011-ben a településnek 150 lakosa volt.

## Lakossága
| Lakosság változása | Lakosság változása | Lakosság változása | Lakosság változása | Lakosság változása | Lakosság változása | Lakosság változása | Lakosság változása | Lakosság változása | Lakosság változása | Lakosság változása | Lakosság változása | Lakosság változása | Lakosság változása | Lakosság változása | Lakosság változása |
| ------------------ | ------------------ | ------------------ | ------------------ | ------------------ | ------------------ | ------------------ | ------------------ | ------------------ | ------------------ | ------------------ | ------------------ | ------------------ | ------------------ | ------------------ | ------------------ |
| 1857               | 1869               | 1880               | 1890               | 1900               | 1910               | 1921               | 1931               | 1948               | 1953               | 1961               | 1971               | 1981               | 1991               | 2001               | 2011               |
| 119                | 131                | 141                | 181                | 214                | 204                | 224                | 240                | 310                | 216                | 207                | 201                | 187                | 166                | 162                | 150                |

## Nevezetességei
Szent Pál apostol tiszteletére szentelt temploma eredetileg a 14. században épült gótikus stílusban. A 17. század végén újjáépítették, majd 1786-ban késő barokk stílusban építették át. Egyhajós, négyszög alaprajzú, keletelt épület, szűkebb szentéllyel, sokszögű apszissal. Harangtornya a nyugati homlokzat felett áll. Megmaradt a régi értékes klasszicista berendezése.